# Dominika Čonč
Dominika Čonč (Maribor, 1º gennaio 1993) è una calciatrice slovena, centrocampista del Como 1907 e della nazionale slovena.

## Carriera

### Club
Nata a Maribor, nella Slovenia nord-orientale, nel 2008, dopo l'esperienza nelle giovanili, è entrata in prima squadra al MB Tabor, esordendo il 16 marzo, titolare nel 3-3 dell'11ª di campionato in casa contro il Ljudski vrt Ptuj. Ha segnato il suo primo gol il 13 aprile, alla 14ª, portando in vantaggio la sua squadra al 9' nella sfida casalinga poi persa per 8-1 contro il Pomurje. Ha chiuso nel 2010 con 47 presenze e 14 reti totali.
Nel 2010 è passata al Krka, debuttando il 7 agosto, da titolare, in Women's Champions League a Krško, contro le gallesi dello Swansea City, sconfitte 4-0 con una sua rete al 47' (quella del momentaneo 3-0). Ha terminato dopo mezza stagione con 15 gare giocate e 5 reti segnate.
Tornata al MB Tabor per la seconda metà della stagione, ha esordito il 13 marzo 2011, in Coppa di Slovenia, titolare nella sconfitta interna per 2-1 contro lo Jevnica. Ha realizzato le sue prime reti il 25 aprile, alla 16ª di campionato, sul campo del Dornava, segnando 2-0 al 33' e definitivo 3-1 al 65'. Ha chiuso giocando 12 volte e segnando 7 gol.
Nel 2011 è andata a studiare negli Stati Uniti, all'Università del Tennessee a Martin, giocando contemporaneamente nella squadra universitaria, le Skyhawks, fino al 2014. Nei periodi di pausa è tornata al MB Tabor, collezionando 9 presenze e 8 reti.
Nella stagione 2015-2016 è tornata a tempo pieno in Slovenia, con il Pomurje, debuttando l'11 agosto 2015, titolare in Women's Champions League a Lendava contro le montenegrine dell'Ekonomist, sconfitte per 4-0. Ha segnato il suo primo gol il 23 agosto 2015, quello del 2-0 all'8' nel 10-0 casalingo sull'Olimpia Lubiana della 1ª di campionato. Ha terminato dopo 14 gare e 7 gol.
Tornata di nuovo al MB Tabor nel 2016, ha esordito da titolare il 28 marzo nella sconfitta interna per 2-1 contro il Rudar Škale della 13ª di campionato. Il 2 maggio è andata a segno per la prima volta, con il gol del definitivo pari per 1-1 sul campo dell'Olimpia Lubiana alla 17ª. Ha chiuso con 9 presenze e 4 reti.
Nel 2016 si è trasferita per la prima volta all'estero, al Fortuna Hjørring, in Danimarca, arrivando 2ª in campionato.
Nell'estate 2017 è andata a giocare in Spagna, all'Espanyol, debuttando il 2 settembre, alla 1ª di campionato, titolare nella vittoria interna per 1-0 sul Betis. Ha realizzato la sua prima rete il 17 dicembre, alla 14ª, portando in vantaggio al 59' la sua squadra, poi sconfitta 2-1 in casa dal Madrid CFF con 2 gol nel finale. Ha terminato l'annata giocando 28 volte e segnando 2 gol, chiudendo 14ª.
Nel 2018 è passata in un'altra squadra spagnola, il Málaga, esordendo l'8 settembre alla 1ª di campionato, titolare nella sconfitta interna per 4-0 contro l'Atlético Madrid. Il 14 ottobre, alla 5ª, ha segnato il suo primo gol, realizzando l'1-0 al 29' nel successo casalingo per 2-1 contro l'Espanyol, sua ex squadra. Ha chiuso la stagione con 30 presenze e 2 reti, al 15º posto in classifica, retrocedendo in seconda serie.
Nell'estate 2019 si è trasferita in Italia, al Milan, in Serie A. Impiegata dal tecnico Maurizio Ganz fin dalla 1ª giornata di campionato, è autrice della rete che all'83' porta sul 2-0 in trasferta con la Roma, incontro poi terminato 3-0 per le rossonere.
Il 13 ottobre segna una doppietta in occasione della vittoria nel derby per 1-3 sull'Inter.
Nel luglio 2021, dopo due stagioni consecutive al Milan, è tornata in Spagna, accordandosi col Valencia. L'esperienza al Valencia è durata per poco più di metà stagione, infatti a metà febbraio 2022 è tornata in Italia accordandosi con la Sampdoria.
Dopo un'annata con il Levante Badalona, nella massima serie spagnola, il 31 agosto 2024 Čonč viene ingaggiata a parametro zero dal Como, di nuovo in Serie A.
Qui il tecnico Stefano Sottili la impiega da titolare fin dalla 1ª giornata di campionato, nella vittoria casalinga per 1-0 sul Milan, contribuendo con le sue 13 presenze a portare la sua nuova squadra fino al 5º posto in classifica, necessario per disputare la poule scudetto, per poi doversi accontentare della poule salvezza per i soli due risultati negativi nelle ultime due giornate della prima fase. Al termine del campionato, con le ulteriori 8 presenze nella seconda fase, festeggia assieme alle compagne la conquista del 7º posto e della conseguente agevole salvezza.
Conclusi gli obblighi contrattuali, durante la sessione estiva di calciomercato 2025 viene annunciato il suo trasferimento alle concittadine del Como 1907, sposando il progetto dell'altro club lariano nell'allestire un organico in grado di puntare alla promozione in massima serie dopo aver ottenuto un posto in Serie B acquisendo il titolo sportivo del ChievoVerona FM.

### Nazionale
Ha iniziato a giocare nelle nazionali giovanili slovene nel 2008, con l'under 17, disputando 6 gare.
Nello stesso anno è passata in under 19, partecipando tra l'altro alle qualificazioni all'Europeo d'Italia 2011. Ha terminato nel 2010 con 6 partite giocate e 6 reti.
Ha debuttato in gara ufficiale con la nazionale maggiore il 19 giugno 2010, entrando al 62' al posto di Snežana Maleševič nella sconfitta per 6-0 in trasferta a Montereale Valcellina contro l'Italia nelle qualificazioni al Mondiale di Germania 2011.

## Statistiche

### Presenze e reti nei club
Statistiche aggiornate all'11 maggio 2025.
| Stagione         | Squadra          | Campionato       | Campionato | Campionato | Coppe nazionali | Coppe nazionali | Coppe nazionali | Coppe continentali | Coppe continentali | Coppe continentali | Altre coppe | Altre coppe | Altre coppe | Totale | Totale |
| Stagione         | Squadra          | Comp             | Pres       | Reti       | Comp            | Pres            | Reti            | Comp               | Pres               | Reti               | Comp        | Pres        | Reti        | Pres   | Reti   |
| ---------------- | ---------------- | ---------------- | ---------- | ---------- | --------------- | --------------- | --------------- | ------------------ | ------------------ | ------------------ | ----------- | ----------- | ----------- | ------ | ------ |
| 2019-2020        | Milan            | A                | 15         | 5          | CI              | 2               | 1               | -                  | -                  | -                  | -           | -           | -           | 17     | 6      |
| 2020-2021        | Milan            | A                | 11         | 1          | CI              | 3               | 0               | -                  | -                  | -                  | SI          | 1           | 0           | 15     | 1      |
| Totale Milan     | Totale Milan     | Totale Milan     | 26         | 6          | -               | 5               | 1               | -                  | -                  | -                  | -           | 1           | 0           | 32     | 7      |
| 2021-feb. 2022   | Valencia         | PD               | 13         | 0          | CS              | 0               | 0               | -                  | -                  | -                  | -           | -           | -           | 13     | 0      |
| feb.-giu. 2022   | Sampdoria        | A                | 8          | 1          | CI              | -               | -               | -                  | -                  | -                  | -           | -           | -           | 8      | 1      |
| 2022-2023        | Sampdoria        | A                | 19         | 0          | CI              | 3               | 0               | -                  | -                  | -                  | -           | -           | -           | 22     | 1      |
| Totale Sampdoria | Totale Sampdoria | Totale Sampdoria | 27         | 1          | -               | 3               | 0               | -                  | -                  | -                  | -           | -           | -           | 30     | 1      |
| 2023-2024        | Levante Badalona | PD               | 25         | 0          | CS              | ?               | ?               | -                  | -                  | -                  | -           | -           | -           | 25+    | 0      |
| 2024-2025        | Como             | A                | 21         | 0          | CI              | 0               | 0               |                    | -                  | -                  |             | -           | -           | 21     | 0      |
| 2025-2026        | Como 1907        | B                | -          | -          | CI              | -               | -               | -                  | -                  | -                  | AWC         | -           | -           | -      | -      |
| Totale carriera  | Totale carriera  | Totale carriera  | 110        | 7          | -               | 8+              | 1+              | -                  | -                  | -                  | -           | 1           | 0           | 119+   | 8+     |